# Mo distrikt, Dalsland
Mo distrikt är ett distrikt i Åmåls kommun och Västra Götalands län. 
Distriktet ligger norr om Åmål. 

## Tidigare administrativ tillhörighet
Distriktet inrättades 2016 och utgörs av socknen Mo i Åmåls kommun.
Området motsvarar den omfattning Mo församling hade vid årsskiftet 1999/2000.